# World Boxing Council
World Boxing Council (WBC) međunarodna je boksačka organizacija koja organizira službene mečeve i imenuje svjetskog prvaka na profesionalnom nivou. Organizaciju su u Mexico Cityju, 14. veljače 1963., osnovale jedanaest država: SAD, Portoriko, Argentina, Ujedinjeno Kraljevstvo, Francuska, Meksiko, Filipini, Panama, Čile, Peru, Venezuela i Brazil. Predstavnici država okupili su se u Meksiku na poziv Adolfa Lópeza Mateosa, tadašnjeg meksičkog predsjednika, da bi osnovali međunarodnu organizaciju s ciljem ujedinjenja različitih boksačkih komisija i na taj način utjecali na razvoj boksa diljem svijeta. 
Komisije koje su do tada priznavale boksače kao prvake uključivale su New York State Athletic Commission, National Boxing Association u SAD-u, Europeiska Boxningsunionen i britanska Boxing Board of Control, i do tada im je često nedostajao "međunarodni status" koje su tvrdile da imaju. Osnivanjem WBC-a dobila se "nadorganizacija" koja je uključivala manje podorganizacije. Tako je WBC postala druga boksačka organizacija usporedo s World Boxing Association, koja se nekoliko mjeseci prije reorganizirala u svjetsku organizaciju.
Internationell Boxing Hall of Fame priznaje WBC kao jednu od četiri velike organizacije koje organiziraju boksačke mečeve za prvaka svijeta. Tri ostale su International Boxing Federation (IBF), World Boxing Association (WBA) i World Boxing Organization (WBO). 
Danas WBC ima 164 člana.